# SAO Romanija
Srpska autonomna oblast (SAO) Romanija bila je jedna od teritorijalno-političkih tvorevina (zajednica općina) u funkciji pripreme agresije na BiH iz razdoblja raspada SFRJ. 
Srpska autonomna regija Romanija-Birač proglašena je 17. rujna 1991. Birač je područje istočno od Sarajeva, u blizini Drine, a Romanija planina jugoistočno od Sarajeva. Sarajevo je zamišljeno kao središte ove SAO. Općina Pale, koja je bila uključena u SAO Romanija (Romanija-Birač), bila je jedna od gradskih općina Sarajeva. U prosincu 1991. Birač i Romanija su formirane kao zasebne SAO. Srpska autonomna oblast Romanija uklopljena je 1992. u marionetsku paradržavu Republiku Srpsku.

## Galerija
- SAO-i u BiH rujna 1991.
- SAO-i u BiH studenoga 1991.
- SAO-i i općine u BiH studenoga 1991.